# Zanik końcowej spółgłoski
Zanik końcowej spółgłoski – proces fonetyczny (rodzaj apokopy, który zaszedł np. w łacinie, w języku prasłowiańskim (np. -os > -o w rodzaju nijakim) i który trzeba uwzględniać przy czytaniu francuskiego (Bordeaux /bordo/, Carnot /Karno/).